# Atel
Atel este o unul dintre cei mai mari traderi de energie din Elveția și din Europa. În februarie 2009, Atel a fuzionat cu firma EOS formând compania Alpiq.
Cifra de afaceri în 2008: 8,7 miliarde Euro.

## Atel în România
ATEL a intrat în România în 2002, cand și-a înființat propria subsidiară. Compania a cumpărat în decembrie 2007 furnizorul local de electricitate Buzmann Industries, care ocupa locul cinci în topul traderilor de pe piața concurențială, cu o cotă de 5%, în ianuarie-noiembrie 2008.
Buzmann Industries a fost fondată în 2004, vehiculându-se că ar aparține omului de afaceri Bogdan Buzăianu, al cărui nume este asociat și cu Energy Holding. În anul înființării, a reușit să încheie un contract pe zece ani, pentru o cantitate de 0,8 TWh anual, cu Hidroelectrica, cel mai mare producător de energie aflat în portofoliul statului.
ATEL Enery România a încheiat 2007 cu o cifră de afaceri de 13,67 milioane euro și un profit net de 0,23 milioane euro, iar Buzmann Industries a avut un business în același an de 86,22 milioane euro și un câștig net de 7,7 milioane euro.